# Веснин, Виктор Николаевич
Виктор Николаевич Веснин (5 декабря 1945, Карталы, Челябинская область, РСФСР, СССР — 18 апреля 2020) — казахстанский государственный и общественный деятель.

## Биография
Родился 5 декабря 1945 года в Карталах. Отец — Веснин Николай Петрович 1905 г.р., русский, умер в 1945 г. Мать — Веснина Евдокия Федоровна 1908 г.р., русская, умерла в 1996 г.
В 1973 году Окончил Рудненский филиал Казахского политехнического института им. В. И. Ленина по специальности «Горный инженер-электрик»
В 1998 году Окончил Алматинский государственный университет им. Абая по специальности «Юрист-правовед».

## Трудовая деятельность
С 1973 по 1966 годы — Электромонтер, электрослесарь, начальник участка, цеха, секретарь парткома управления, начальник службы электрификации, начальник управления, заместитель главного энергетика Соколовско-Сарбайского горно-обогатительного производственного объединения.
С ноябрь 2004 года по июль 2006 года — Председатель Комитета по государственному контролю и надзору в области чрезвычайных ситуаций Министерства по чрезвычайным ситуациям Республики Казахстан.
С 2008 года по 2020 г. — научный сотрудник АО «Национальный научно-технический центр промышленной безопасности» МЧС РК.

## Выборные должности, депутатство
С февраль 1996 года по октябрь 1999 года — Депутат Мажилиса Парламента Республики Казахстан I созыва, член Комитета по экономике, финансам и бюджету.
С октябрь 1999 года по ноябрь 2004 года — Депутат Мажилиса Парламента Республики Казахстан II созыва, секретарь, председатель Комитета по финансам и бюджету.

## Награды
- 1998 — Медаль «Астана»
- 2001 — Орден Парасат[1]
- 2001 — Медаль «10 лет независимости Республики Казахстан»
- 2005 — Медаль «10 лет Конституции Республики Казахстан»
- 2011 — Медаль «20 лет независимости Республики Казахстан»
- Полный кавалер ордена «Шахтерской славы» 1,2,3 степени.
- Кавалер ордена «Горняцкой славы» 2,3 степени.

## Семья
Жена — Людмила Николаевна Веснина (1948 г. р.), русская, образование высшее, в настоящее время находится на пенсии.
Сын — Владимир Викторович Веснин (1970 г. р.), проживает в г. Рудном.
Дочь — Татьяна Викторовна Веснина (1976 г. р.), проживает в г. Москва.